# 20 дни в Мариупол
„20 дни в Мариупол“ (на украински: 20 днів у Маріуполі) е украински пълнометражен документален филм от 2023 г., режисиран от украинския военен кореспондент, фотограф и журналист на „Асошиейтед прес“ Мстислав Чернов.
Световната премиера на филма се състои на „Филмовия фестивал Сънданс“ през 2023 г., където печели наградата на публиката в секция „Световно документално кино“. През 2024 г. печели наградата на Гилдията на режисьорите на Америка и наградата за най-добър документален филм на Британската академия за филмово и телевизионно изкуство – една от двете категории на наградите, в които е номиниран.
Избран е за украинския кандидат за най-добър международен игрален филм на 96-ите награди на Академията за филмово изкуство на САЩ. Остава извън окончателната селекция с номинираните в тази категория, но участва в надпреварата за най-добър документален филм и донася на Украйна първата статуетка „Оскар“.
Филмът получава високи оценки от критиците и е обявен за един от петте най-добри документални филма за 2023 г. от Националния съвет на филмовите критици на САЩ. Прожектиран е в началото на 78-ата сесия на Общото събрание на ООН.

## Сюжет
В навечерието на руската инвазия в Украйна екип украински журналисти пристига в стратегическия източен пристанищен град Мариупол. Тези журналисти се оказват единствените, останали в града по време на последвалата обсада и пълномащабно нападение на Русия в Украйна, докато жителите бягат от бомбите, а достъпът до електричество, храна, вода и лекарства е отрязан. Режисьорът Мстислав Чернов и колегите му се борят да отразят жестокостите и когато се оказват обградени от руски войници, се укриват в болница, без да имат път и план за бягство. 
Филмът разказва историята на двадесетте дни, които Чернов прекарва с колегите си в обсадения Мариупол, чрез кадри, които режисьорът подбира от надхвърлящия 30 часа заснет материал. Той е съвместна продукция на „Фронтлайн“ на американската обществена медия Пи Би Ес и на „Асошиейтед Прес“, която дава контекст на случилото се и непосредствен достъп до човешкото преживяване и цена на войната, които кратките видеорепортажи не могат да уловят. В него участват граждани на разрушения и превзет от руските сили град. Включени са и архивни кадри с президента на Украйна Володимир Зеленски и с руския президент Владимир Путин.

## Разпространение
Базираната в Обединеното кралство компания за разпространение на документални филми Dogwoof управлява правата за международни продажби с изключение на Северна Америка, където разпространителките права са в ръцете на PBS Distribution.
Филмът е пуснат в избрани кина в САЩ на 14 юли 2023 г. В Украйна публичното му показване започна на 31 август 2023 г. след предпремиерни прожекции в Киев – на фестивала Bouquet Kyiv Stage 2023, и Лвов – на „Лвовския медиен форум“. През първия уикенд на септември 2023 г. филмът събира повече от 530 000 украински гривни (около 15 хил. щ.д.) от продажба на билети в Украйна, превръщайки се в най-касовия украински документален филм в историята.

### Прожекции в Сърбия
Филмът е включен в програмата на сръбския фестивал Beldocs в културния център Лазаревац в предградията на Белград, но на 10 октомври 2023 г. крайнодясната ултранационалистическа Сръбска радикална партия призовава за отмяна на прожекцията му. Като причина за това изтъква, че „20 дни в Мариупол“ е „антируски пропаганден филм на киевския режим“, който представлява „опит на Запада да промени отношението на сръбския народ към братска Русия“. На 12 октомври администрацията на фестивала отменя прожекцията, като подчертава, че „Beldocs не стои зад това решение и не е участвал във вземането му“. Филмът все пак е показан в Белград на 21 февруари 2024 г.

### Прожекции в България
Филмът е включен в програмата на четвъртото издание на международния фестивал за етнографско кино „Око“ и показан за пръв път в София на 6 октомври 2023 г. „20 дни в Мариупол“ ще бъде прожектиран отново в столицата в рамките на международния „София филм фест“ на 26 март 2024 г. в кино „Славейков“.

### Стрийминг
„20 дни в Мариупол“ е достъпен за гледане от Украйна, Беларус, Молдова, Грузия, Армения, Азербайджан, Таджикистан, Казахстан, Киргизстан, Узбекистан, Литва, Латвия, Естония и Русия в стрийминг платформата VotVot.

## Критика
В агрегатора за рецензии Rotten Tomatoes филмът има рейтинг 100% въз основа на 59 рецензии със среден рейтинг от 8,8/10. Консенсусът на критиците на уебсайта гласи: „20 дни в Мариупол предлага изтощителен, но жизненоважен поглед към опустошителните последици от войната“. В Metacritic филмът има претеглен среден резултат от 84/100 въз основа на осемнадесет рецензии, което показва всеобщо „признание“.
„Гледането на филма е мрачно, но необходимо“, пише Денис Харви от „Върайъти“. Той изтъква, че докато филмът „може и да не следва обичайната сюжетна фабула, непретенциозният разказ от първо лице на режисьора и интензивността на събраните доказателства за военни престъпления го правят завладяващ.“ Франк Шек от „Холивуд Рипортър“ пише, че „20 дни в Мариупол е особено завладяващ пример за жанра, описващ продължилата няколко седмици обсада на украинския град от руските сили. [...] Това, което се проявява най-ярко, встрани от изобразената човешка трагедия, е жизненоважното значение на военните кореспонденти и смелостта и изобретателността, които трябва да притежават, за да работят при такива животозастрашаващи условия.“ Ранди Майерс от „Мъркюри Нюз“ дава на филма 3,5/4 звезди, наричайки го „мрачна и жизненоважна част от журналистиката“ и „завладяващ разказ на украински журналисти от АП, които прекарват почти три седмици в набелязания от Русия и безмилостно атакуван пристанищен град.“
Мат Золер Зайц от RogerEbert.com оценява филма с три и половина от четири звезди и изразява мнението, че „20 дни в Мариупол влиза в краткия списък със страхотни документални филми, които зрителят никога няма да иска да гледа отново.... Това е дописка от ада на земята."

### Награди
„20 дни в Мариупол“ получава повече от 20 награди, в т.ч. наградата на Гилдията на режисьорите на Америка и Наградата на Алфред И. Дюпон на Колумбийския университет през 2024 г.. Номиниран е за наградите на Британската академия за филмово и телевизионно изкуство и на Академията за филмово изкуство на САЩ.
Режисьорът на филма Мстислав Чернов, който е и разказвач (глас зад кадър), е отличен с „Пулицър“.